# Yang Yang (A)
Yang Yang (A) (Harbin, 24 augustus 1976) is een Chinese voormalige shorttrackster. Ze is tweevoudig olympisch kampioene.

## Carrière
Yang Yang (A) werd zes keer op rij op wereldkampioene shorttrack, van 1997 tot en met 2002, ook won ze diverse afstandstitels die sinds 2001 worden uitgereikt.
Bij de Olympische Winterspelen 1998 won ze zilver met de aflossing, maar won individueel geen medailles. Tijdens de Olympische Winterspelen in 2002 won ze goud op zowel de 500 als de 1000 meter en voegde daar ook opnieuw een zilveren medaille op de aflossing aan toe. Haar zege op de 500 meter was de eerste Chinese medaille op de Olympische Winterspelen. Op de Olympische Winterspelen 2006 won ze nog brons op de 1000 meter.

## Naam
De (A) achter haar naam is bedoeld om het verschil aan te geven met een ander (ex-) lid van het Chinese shorttrackteam: Yang Yang (S). Oorspronkelijk was Yang Yang bekend als Yang Yang (L, "large"), wat in het Chinees gebruikt werd om jongere en oudere personen met dezelfde naam uit elkaar te houden. Yang Yang (S) was jonger, waardoor zij het achtervoegsel (S, "small") kreeg. Yang Yang (A) weigerde om de letter L te gebruiken en koos ervoor om Yang Yang (A) te gebruiken. Hoewel Yang Yang (S) inmiddels gestopt is met shorttrack, gebruikt Yang Yang (A) nog steeds deze aanduiding, omdat ze deze beschouwt als een onderdeel van haar identiteit. Echter: beide varianten van de naam Yang Yang betekenen niet hetzelfde, Yang Yang (S) betekent "zonneschijn", terwijl Yang Yang (A) staat voor "vliegende lisbloem" (vrij vertaald).

## Persoonlijke records
| Afstand    | Tijd     | Datum      | Baan           | Land |
| ---------- | -------- | ---------- | -------------- | ---- |
| 500 meter  | 44.084   | 2-2-2002   | Calgary        | CAN  |
| 1000 meter | 1:30.216 | 2-10-2005  | Hangzhou       | CHN  |
| 1500 meter | 2:21.690 | 13-2-2002  | Salt Lake City | USA  |
| 3000 meter | 5:03.652 | 10-12-2000 | Changchun      | CHN  |

## Trivia
- Tijdens de Olympische Spelen in Turijn doneerde Yang Yang (A) $10.000,- aan de organisatie Right to Play, in navolging van onder meer Joey Cheek en Clara Hughes.

1992: Cathy Turner ·
1994: Cathy Turner ·
1998: Annie Perreault ·
2002: Yang Yang (A) ·
2006: Wang Meng ·
2010: Wang Meng ·
2014: Li Jianrou ·
2018: Arianna Fontana ·
2022: Arianna Fontana
1994: Chun Lee-kyung ·
1998: Chun Lee-kyung ·
2002: Yang Yang (A) ·
2006: Jin Sun-yu ·
2010: Wang Meng ·
2014: Park Seung-hi ·
2018: Suzanne Schulting ·
2022: Suzanne Schulting
1976: Celeste Chlapaty · 
1977: Brenda Webster · 
1978: Sarah Docter · 
1979: Sylvie Daigle · 
1980: Miyoshi Kato · 
1981: Miyoshi Kato · 
1982: Maryse Perreault · 
1983: Sylvie Daigle · 
1984: Mariko Kinoshita · 
1985: Eiko Shishii · 
1986: Bonnie Blair · 
1987: Eiko Shishii · 
1988: Sylvie Daigle · 
1989: Sylvie Daigle · 
1990: Sylvie Daigle · 
1991: Nathalie Lambert · 
1992: Kim So-hee · 
1993: Nathalie Lambert · 
1994: Nathalie Lambert · 
1995: Chun Lee-kyung · 
1996: Chun Lee-kyung · 
1997: Chun Lee-kyung/Yang Yang (A) · 
1998: Yang Yang (A) · 
1999: Yang Yang (A) · 
2000: Yang Yang (A) · 
2001: Yang Yang (A) · 
2002: Yang Yang (A) · 
2003: Choi Eun-kyung · 
2004: Choi Eun-kyung · 
2005: Jin Sun-yu · 
2006: Jin Sun-yu · 
2007: Jin Sun-yu · 
2008: Wang Meng · 
2009: Wang Meng · 
2010: Park Seung-hi · 
2011: Cho Ha-ri · 
2012: Li Jianrou · 
2013: Wang Meng · 
2014: Shim Suk-hee · 
2015: Choi Min-jeong · 
2016: Choi Min-jeong · 
2017: Elise Christie ·
2018: Choi Min-jeong ·
2019: Suzanne Schulting ·
2021: Suzanne Schulting ·
2022: Choi Min-jeong